# Geoffroys Schwanzlose Fledermaus
Geoffroys Schwanzlose Fledermaus (Anoura geoffroyi) ist eine Fledermausart aus der Familie der Blattnasen (Phyllostomidae), welche in Zentral- und Südamerika beheimatet ist. Die Art wurde nach dem Zoologen Étienne Geoffroy Saint-Hilaire benannt.

## Beschreibung
Geoffroys Schwanzlose Fledermaus ist eine mittelgroße, schwanzlose Fledermaus mit einer Gesamtlänge von durchschnittlich 69,2 mm. Wie alle Vertreter der Blütenfledermäuse besitzt auch sie eine verlängerte Schnauze, wobei der Oberkiefer kürzer ist als der Unterkiefer. Das Fell ist braun und die Basis der Arme und Beine dicht behaart.

## Lebensweise
Tagsüber nutzen Kolonien von 20 bis 75 Tieren Höhlen und Tunnel als Hangplatz. Die größte jemals beobachtete Kolonie bestand aus etwa 300 Individuen. Geoffroys Schwanzlose Fledermaus hängt in Höhlen meistens an Stellen mit Tageslichteinfall. Die Quartiere werden oft mit anderen Fledermausarten und regional auch mit Fettschwalmen geteilt. Laborexperimente haben gezeigt, dass Geoffroys Schwanzlose Fledermaus über einen hervorragenden Sehsinn verfügt, jedoch in Abwesenheit visueller Reize Echolokation zur Orientierung nutzt. Bei der Suche nach Nektar spielt auch der Geruchssinn über weite Distanzen eine wichtige Rolle.
Geoffroys Schwanzlose Fledermaus ernährt sich von Nektar, Pollen und Insekten, wobei sich deren relative Anteile regional unterscheiden können. Das Besuchen von Blüten macht Geoffroys Schwanzlose Fledermaus zu einem wichtigen Bestäuber verschiedener neotropischer Blütenpflanzen, unter anderem von Hibiskus, Ceiba, Marcgravia und Agave.
In Trinidad werden Weibchen im Juli oder August trächtig und gebären die Jungen gegen Ende November. In Bolivien wurden trächtige Tiere jedoch schon im Juni, in Peru zwischen Mai und August gefangen. In Brasilien hat man festgestellt, dass die Säugezeit mit der Blütezeit verschiedener Pflanzen synchronisiert ist. Somit geht man davon aus, dass die Reproduktionszeit von der Nahrungsverfügbarkeit abhängt und sich damit regional unterscheiden kann. In der ersten Zeit nach der Geburt nehmen die Jungtiere 1 g pro Woche zu. Sie starten erste Flugversuche, sobald sie die Hälfte des Gewichts eines ausgewachsenen Tieres erreichen.

## Verbreitung und Lebensraum

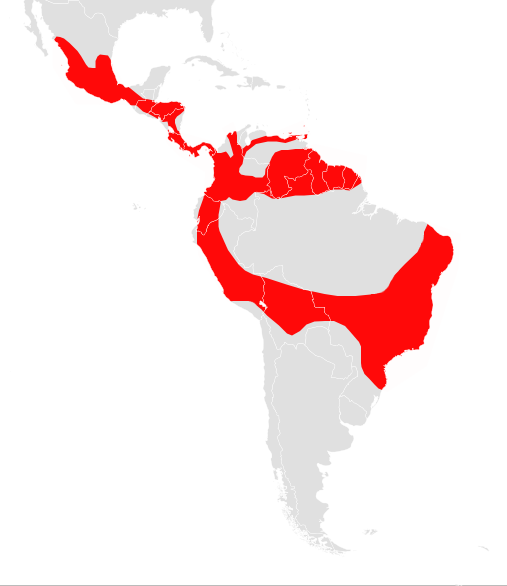
Verbreitungsgebiet von Geoffroys Schwanzloser Fledermaus

Die Verbreitung von Geoffroys Schwanzloser Fledermaus reicht von Mexiko über Venezuela bis Französisch-Guyana sowie über Peru bis zum Süden Brasiliens ohne das Amazonasbecken. Ihr Bestand wird von der IUCN dank der weiten Verbreitung und wahrscheinlich großen Populationen als stabil und ungefährdet eingestuft.